# 耳帶蝴蝶魚
耳帶蝴蝶魚，又稱叉紋蝴蝶魚，俗名黑頭蝶、金色蝶、條紋蝶、荷包，為輻鰭魚綱鱸形目蝴蝶魚科的其中一種。

## 分布
本魚分布於西太平洋區，包括日本及台灣海域。

## 深度
水深1至15公尺。

## 特徵
本魚體黃色，體側有許多近於平行的黃色縱帶。在眼部有一黑色眼帶，其後並緊貼著一條白色橫帶，此乃其明顯特徵。背鰭及臀鰭的軟條部有黑緣， 尾鰭上則有一黑色橫帶，在橫帶之後則幾乎為透明。幼魚在背鰭有一黑色眼斑會隨成長而消失。背鰭硬棘12至13枚、軟條23至25枚；臀鰭硬棘3枚、軟條18至21枚。體長可達20公分。

## 生態
本魚的耐寒能力極佳，可忍受10℃的低溫，所以冬季當寒流來襲時依然可以看到其蹤影。棲息在珊瑚礁或岩礁，以底棲動物為主要食物。

## 經濟利用
觀賞性魚類，可供食用。